# Винтер, Джон (пианист)
Джон Винтер (англ. John Winther, настоящая фамилия Винтер-Кристиансен, дат. Winther Kristiansen; 20 августа 1933, Копенгаген — 13 мая 2012, деревня Лохальс, остров Лангеланн) — датско-австралийский пианист, музыкальный педагог и театральный администратор.

## Биография
В детские годы играл на саксофоне и гобое. Окончил Королевскую консерваторию по классу фортепиано, в 1954 году дебютировал как пианист в ходе совместной гастрольной поездки на Фарерские острова с известным датским певцом Акселем Скьётсом. Играл на фортепиано в оркестре Королевского театра Дании, эпизодически пробовал себя как дирижёр, затем постепенно начал участвовать в управленческой деятельности и в 1965—1971 гг. занимал должность директора оперного отделения.
В дальнейшем бо́льшую часть жизни работал в Австралии. В 1971—1977 гг. возглавлял Австралийскую оперу — одну из трупп, работавших в Сиднейском оперном театре. Затем руководил консерваторией в составе Университета Ньюкасла, расположенного в австралийском Ньюкасле. В 1980—1985 гг. был директором Канберрской школы музыки, оказав огромное влияние на развитие этого сравнительно молодого учебного заведения. После этого заведовал кафедрой фортепиано в Гонконгской академии исполнительского искусства, а в 1992 г. вернулся в Австралию и вёл преподавательскую работу в Брисбене.
В австралийский и гонконгский период Винтер не оставлял и исполнительскую карьеру, особенно как ансамблевый музыкант.
Винтер был женат пять раз, в том числе во второй раз (1960—1966) на певице Эллен Винтер (урождённой Сёренсен) и в третий раз (1969—1976) — на певице Лоне Коппель. Среди его семерых детей — известный в Австралии скрипач Кристиан Винтер (род. 1984) и Николай Коппель, также начинавший свою карьеру как пианист, но затем переквалифицировавшийся в телеведущего.